# Gare de Vinay
Gare de Vinay – przystanek kolejowy w Vinay, w departamencie Isère, w regionie Owernia-Rodan-Alpy, we Francji.
Jest przystankiem Société nationale des chemins de fer français (SNCF), obsługiwaną przez pociągi TER Rhône-Alpes.

## Położenie
Znajduje się na wysokości 263 m n.p.m., na 57,984 km linii Valence – Moirans.